# Supercopa d'Espanya de futbol 2002
La Supercopa d'Espanya de futbol 2002 va ser un matx disputat a dos partits els dies 18 i 25 d'agost de 2002. La van disputar el RC Deportivo de La Coruña, que havien guanyat la Copa del Rei 2001–02, i el València CF, que havien guanyat la Lliga 2001–02. El Deportivo de La Corunya es va adjudicar el títol per tercera vegada en la seva història en la seva tercera participació després de vèncer en el còmput global per 4-0.

## Detalls del matx

### Anada
| RC Deportivo de La Coruña             | 3–0     | València CF |
| ------------------------------------- | ------- | ----------- |
| Valerón 12' · Víctor 21' · Naybet 31' | Informe |             |

| RC Deportivo de La Coruña | València CF |

|                |    |                     |       |     |
|                |    |                     |       |     |
| GK             | 1  | José Molina         |       |     |
| RB             | 12 | Lionel Scaloni      |       |     |
| CB             | 5  | César               |       | 71' |
| CB             | 4  | Noureddine Naybet   |       |     |
| LB             | 3  | Enrique Romero      | 38'   |     |
| DM             | 6  | Mauro Silva         | 8'    |     |
| DM             | 16 | Sergio              |       |     |
| RM             | 18 | Víctor              | 90+2' |     |
| AM             | 21 | Juan Carlos Valerón |       | 79' |
| LM             | 10 | Fran (c)            |       | 67' |
| CF             | 7  | Roy Makaay          |       |     |
| Substituts:    |    |                     |       |     |
| MF             | 23 | Aldo Duscher        |       | 67' |
| DF             | 14 | Jorge Andrade       |       | 71' |
| MF             | 8  | Djalminha           |       | 79' |
| Entrenador:    |    |                     |       |     |
| Javier Irureta |    |                     |       |     |

|                |    |                        |       |     |
|                |    |                        |       |     |
| GK             | 1  | Santiago Cañizares (c) |       |     |
| RB             | 23 | Curro Torres           | 90+2' |     |
| CB             | 4  | Roberto Ayala          |       |     |
| CB             | 2  | Mauricio Pellegrino    |       |     |
| LB             | 15 | Amedeo Carboni         | 7'    |     |
| DM             | 22 | Gonzalo de los Santos  | 20'   | 46' |
| DM             | 12 | Carlos Marchena        |       | 75' |
| RM             | 19 | Francisco Rufete       |       | 46' |
| AM             | 21 | Pablo Aimar            |       |     |
| LM             | 14 | Vicente                |       |     |
| CF             | 10 | Miguel Ángel Angulo    |       |     |
| Substituts:    |    |                        |       |     |
| MF             | 8  | Rubén Baraja           | 90+1' | 46' |
| FW             | 7  | John Carew             |       | 46' |
| FW             | 11 | Juan Sánchez           |       | 75' |
| Entrenador:    |    |                        |       |     |
| Rafael Benítez |    |                        |       |     |

### Tornada
| València CF | 0–1     | RC Deportivo de La Coruña |
| ----------- | ------- | ------------------------- |
|             | Informe | Víctor 90'                |

| València CF | RC Deportivo de La Coruña |

|                |    |                        |     |     |
|                |    |                        |     |     |
| GK             | 1  | Santiago Cañizares (c) |     |     |
| RB             | 23 | Curro Torres           |     |     |
| CB             | 4  | Roberto Ayala          | 2'  |     |
| CB             | 2  | Mauricio Pellegrino    |     |     |
| LB             | 3  | Fábio Aurélio          | 30' |     |
| RM             | 21 | Pablo Aimar            | 48' | 75' |
| CM             | 8  | Rubén Baraja           |     |     |
| CM             | 12 | Carlos Marchena        | 35' | 46' |
| LM             | 14 | Vicente                |     | 70' |
| CF             | 9  | Salva                  |     |     |
| CF             | 10 | Miguel Ángel Angulo    |     |     |
| Substituts:    |    |                        |     |     |
| MF             | 19 | Francisco Rufete       |     | 46' |
| DF             | 15 | Amedeo Carboni         |     | 70' |
| FW             | 11 | Juan Sánchez           |     | 75' |
| Entrenador:    |    |                        |     |     |
| Rafael Benítez |    |                        |     |     |

|                |    |                     |     |     |
|                |    |                     |     |     |
| GK             | 1  | José Molina         |     |     |
| RB             | 12 | Lionel Scaloni      |     |     |
| CB             | 5  | César               |     |     |
| CB             | 4  | Noureddine Naybet   |     |     |
| LB             | 3  | Enrique Romero      |     |     |
| DM             | 6  | Mauro Silva         | 34' |     |
| DM             | 16 | Sergio              |     |     |
| RM             | 18 | Víctor              |     |     |
| SÓC            | 21 | Juan Carlos Valerón |     | 73' |
| LM             | 10 | Fran (c)            | 12' | 70' |
| CF             | 7  | Roy Makaay          |     | 85' |
| Substituts:    |    |                     |     |     |
| DF             | 15 | Joan Capdevila      |     | 70' |
| MF             | 23 | Aldo Duscher        |     | 73' |
| FW             | 17 | Walter Pandiani     |     | 85' |
| Entrenador:    |    |                     |     |     |
| Javier Irureta |    |                     |     |     |

## Campió
| Campió de la Supercopa d'Espanya 2002 |
| ------------------------------------- |
| RC Deportivo de La Coruña 3r títol    |